# Пилявский, Владимир Иванович
Владимир Иванович Пилявский  (7 (20) июля 1910, Курск — 9 мая 1984, Ленинград) — советский архитектор, доктор архитектуры (1957), профессор кафедры истории архитектуры Ленинградского инженерно-строительного института, заслуженный архитектор РСФСР (1974). Автор многих книг и статей по истории русской архитектуры.

## Биография
Родился в Курске. Ещё в средней школе проявил способности к рисованию и черчению. В 1928 году окончил Курский промышленно-экономический техникум, а затем выдержал трудный конкурс в Ленинградский горный институт (17 из 500 человек). Но в результате ошибки в министерском приказе (где вместо «ЛГИ» было напечатано «ЛИГИ») стал студентом Института гражданских инженеров (впоследствии Ленинградский институт инженеров промышленного строительства — ЛИИПС, Ленинградский инженерно-строительный институт — ЛИСИ). После окончания института в 1933 году работал в области проектирования промышленных сооружений. По его чертежам строили промышленные предприятия в Уфе, Ташкенте, Перми, Белорецке. В Ленинграде Пилявский разработал проект реконструкции дворовых фасадов зданий Ленинградского университета, надстройки Новобиржевого гостиного двора на стрелке Васильевского острова (здание постройки Джакомо Кваренги) и корпуса Мраморного дворца (в соавторстве с Я. К. Кетчером). В 1936 году вместе с другими авторами предложил проект развития генерального плана города Курска.
В 1938 году поступил в аспирантуру ЛИИПСа. Там он получил от секретаря парткома института неожиданное предложение — заняться вместо промышленного зодчества изучением истории архитектуры — и начал работу над кандидатской диссертацией. Война застала его в Ленинграде, и все 900 дней Блокады он работал в здании Адмиралтейства. После войны преподавал в Ленинградском инженерно-строительном институте. В течение девяти лет Владимир Иванович был деканом архитектурного факультета; затем — председателем специализированного совета по присуждению ученых степеней при ЛИСИ. В поездках по странам Европы, работая в зарубежных архивах и библиотеках, собирал материалы для монографий о выдающихся архитекторах — строителях Санкт-Петербурга.
Первые книги Пилявского — «Главное адмиралтейство в Ленинграде» и «Дворцовая площадь в Ленинграде» — вышли в свет в 1941 году. Затем последовали и другие: «Архитектурные ансамбли Ленинграда», «Зодчий Росси», «Стасов — архитектор». Вместе с другими авторами он написал оригинальную книгу «Архитектурный путеводитель по Ленинграду» (1971), затем «Рим», «Париж», а в 1981 году вышла его монография о Джакомо Кваренги, для написания которой Пилявский неоднократно посещал Италию, в том числе родину архитектора Кваренги — Бергамо. По совокупности трудов получил учёную степень доктора архитектуры, звание профессора и заслуженного архитектора РСФСР.
Вёл значительную общественную работу в Союзе архитекторов, архитектурном и градостроительном Советах Ленинграда, в Обществе охраны памятников, нескольких редакционных советах, секции Академии наук, обществе «Знание», министерском научно-методическом совете, правлении общества «СССР — Италия», Ленинградском отделении Совета защиты мира.
Жил и работал в Ленинграде, но неоднократно приезжал в Курск. Умер в Ленинграде, похоронен на Серафимовском кладбище.

## Награды
- Медаль «За оборону Ленинграда»[4]
- Медаль «За победу над Германией»[4]
- Медаль «К 250-летию Ленинграда»[4]
- Медаль «К XX-летию со дня победы над Германией»[4]
- Медаль «За доблестный труд. В ознаменование 100-летия со дня рождения Владимира Ильича Ленина»[4]

## Основные публикации
- 1941: Главное Адмиралтейство в Ленинграде
- 1941: Дворцовая площадь в Ленинграде
- 1950: Петропавловская крепость
- 1951: Зодчий Росси
- 1953: Невский проспект
- 1953: Архитектура Ленинграда
- 1958: Дворцовая площадь
- 1960: Русские триумфальные памятники. Ленинград
- 1963: Зодчий Захаров
- 1970: Зодчий Василий Петрович Стасов (1769—1848)
- 1970: Смольный
- 1974: Национальные особенности русской архитектуры. Ленинград
- 1974: Эрмитаж. История и архитектура зданий (коллектив авторов)
- 1981: Джакомо Кваренги: Архитектор. Художник
- 1994: История русской архитектуры (коллектив авторов)